# Mosteiro de São Turíbio de Liébana
O Mosteiro de São Turíbio de Liébana (em castelhano: Monasterio de Santo Toribio de Liébana) é um mosteiro católico localizado na comarca de Liébana, no município de Camaleño, perto de Potes, na Cantábria, Espanha. Localizado na cordilheira Cantábrica, o mosteiro é um dos cinco lugares do cristianismo que, juntamente com Roma, Jerusalém, Santiago de Compostela e Caravaca de la Cruz, tem o privilégio de emitir indulgências perpétuas. Foi fundado antes do século VI. Segundo a tradição, o mosteiro venera a maior peça do Lignum Crucis (Vera Cruz) descoberta em Jerusalém por Santa Helena. Trazido da Santo Sepulcro por São Turíbio de Astorga, o braço esquerdo da Verdadeira Cruz é mantido em um relicário de prata dourado. O mosteiro foi inicialmente dedicado a São Martinho de Tours, mas seu nome foi alterado no século XII.
Em 16 de abril de 1961, aos frades franciscanos, guardiões dos Lugares Santos, foi confiada a guarda da relíquia e com a promoção da devoção à Santa Cruz.

## História
Suas origens são obscuras, mas foi durante o reinado de Afonso I das Astúrias, que repovoou a área ao redor de Liébana durante o início da Reconquista em meados do século VIII. A primeira referência ao mosteiro de Turieno com a proteção de São Turíbio foi feita em 1125. Sua fundação é atribuída a um bispo de Palência do século VI, chamado Turíbio de Liébana, que se aposentou com alguns companheiros de Liébana para viver de acordo com o regime beneditino. Quando foi fundado, o mosteiro foi dedicado a São Martinho de Tours, cujo nome foi depois alterado para São Turíbio de Liébana. Provavelmente, durante o século VIII, o corpo de outro bispo do século VI, São Turíbio de Astorga, foi transferido para o mosteiro, junto com relíquias que se acreditava ter trazido da Terra Santa para ficarem em segurança.
A mais importante delas é a da madeira da Vera Cruz (Lignum Crucis), considerada por alguns católicos romanos como a maior peça sobrevivente da cruz na qual Jesus Cristo foi crucificado. Por esse motivo, o mosteiro é um importante centro de peregrinação e é um dos importantes locais sagrados do catolicismo na Europa, além de outros lugares notáveis como Roma, Santiago de Compostela, Caravaca de la Cruz e Assis . O mosteiro também foi onde o monge Beato de Liébana, do século VIII, escreveu e ilustrou suas obras, como seu Comentário ao Apocalipse.
O mosteiro era originalmente uma possessão real, mas foi entregue por Afonso VIII de Castela ao conde Gómez e condessa Emília, que depois o entregou ao Mosteiro de São Salvador de Oña (Burgos), juntamente com outras propriedades em Liébana e províncias vizinhas. A comunidade monástica deixou de existir após desamortização de 1837, mas foi substituída em 1961 por uma pequena comunidade de Frades Menores.

## Igreja
O edifício mais importante é a igreja gótica, cuja construção começou em 1256, embora tenha sido remodelada várias vezes desde então. Foi construído no local de um edifício pré-românico e românico (talvez de estilo asturiano ou moçárabe). Tem a clareza de linha e espaço, e a decoração circundante que caracteriza a arquitetura de São Bernardo. A igreja é de planta retangular, com três naves, uma torre ao pé da nave central, mais larga, e três absides poligonais. Sua fachada é semelhante à da catedral de Santander. Suas portas na parede sul são de estilo românico e possivelmente antecedem o edifício interno. A porta principal, a Puerta del Perdón (Porta do Perdão), só é aberta durante cada ano do jubileu, quando o dia de São Turíbio coincide com o domingo. O claustro foi concluído no século XVII.

## A Vera Cruz

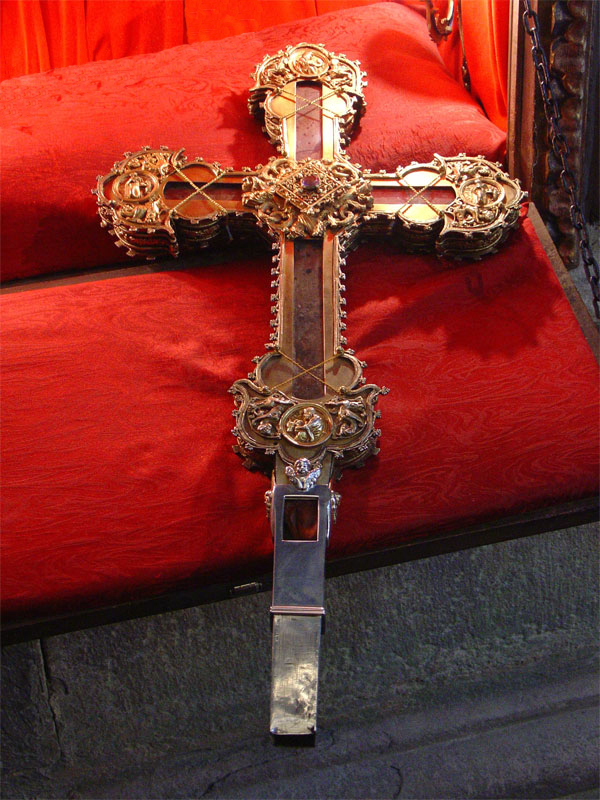
A maior peça sobrevivente da Vera Cruz

Segundo a tradição, essa relíquia faz parte da Vera Cruz que a imperatriz Santa Helena desenterrou em Jerusalém. De lá, São Turíbio de Astorga, guardião dos lugares sagrados, levou-o para a catedral de sua cidade natal, Astorga, Espanha, onde logo foi nomeado bispo. Quando os mouros invadiram a Península Ibérica em 711, a relíquia estava escondida junto com outras em uma dobra no monte Viorna, no vale do Liebana, ao lado das relíquias de São Turíbio. As duas relíquias acabaram sendo transferidas para o mosteiro, que imediatamente se tornou um local importante visitado pelos peregrinos do Caminho de Santiago. Documentos datados de 1507 afirmam que "desde tempos imemoriais" o Jubileu é comemorado toda vez que o dia da festa do santo cai em um domingo.
O padre Sandoval, cronista da ordem beneditina, escreveu que essa relíquia é o "braço esquerdo da Santa Cruz. Foi serrada e montada em forma de cruz, deixando intacto o buraco onde foi pregado na mão de Cristo". A barra vertical tem 635 mm de comprimento e a barra transversal tem 393 mm. A cruz tem 38 mm de espessura. É a maior relíquia preservada da Vera Cruz.
A madeira foi embutida em uma cruz prata dourada gótica, fabricada por uma oficina de Valladolid em 1679. Encontra-se em um nicho de madeira dourada em uma capela barroca, com cúpula do início do século XVIII, na parede norte da igreja, encimada por uma efígie do fundador da capela, Francisco de Cosío y Otero (1640-1715), inquisidor-geral de Madri e mais tarde arcebispo de Bogotá na Colômbia, nascido localmente.
Em 1817, Ignacio Ramón de Roda, bispo de Leão, foi ao mosteiro e pediu permissão ao prior dos monges beneditinos para remover uma parte da cruz. Dois pedaços de madeira dispostos em forma de cruz em um relicário foram dados a Joachim e Felix Colón, descendentes de Cristóvão Colombo, para a capela do castelo da família nas Astúrias. Em 1909, Terry e Mathilde Boal herdaram e importaram para sua propriedade americana a capela da família Colón, incluindo a mesa de almirante que pertenceu ao próprio explorador famoso. Eles levaram da Espanha para Boalsburg, na Pensilvânia, a porta de entrada e todo o interior da Capela Colombo com a relíquia da Vera Cruz.
Em 1958, uma investigação científica realizada pelo Instituto de Pesquisa Florestal de Madri concluiu que a relíquia é de madeira de cipreste-mediterrânico (Cupressus sempervirens), muito comum em Israel, e pode ter mais de 2 000 anos.